# 2011 في المجر
فيما يلي قوائم الأحداث التي وقعت خلال عام 2011 في المجر.

## رياضة
- 1 يناير – جائزة المجر الكبرى 2011 الفائز جنسن باتون.

## أفلام
من الأفلام التي صدرت هذه السنة في المجر:
- 1 يناير – ذي ريتي من إخراج ميكايل هافستروم.

## وفيات

### مايو
- 29 مايو – فيرينك مادل (مواليد 1931) سياسي مجري.

### يوليو
- 27 يوليو – أغوتا كريستوف (مواليد 1935)

### سبتمبر
- 17 سبتمبر – فيرينتس سويكا (مواليد 1931) لاعب كرة قدم مجري.

### أكتوبر
- 31 أكتوبر – فلوريان ألبرت (مواليد 1941) لاعب كرة قدم مجري.

### نوفمبر
- 26 نوفمبر – إيفان منزيل (مواليد 1941) لاعب كرة قدم مجري.